# Катастрофа на авиашоу в Санта-Ане
Катастрофа на авиашоу в Санта-Ане (Усакуэн, ныне территория Боготы) произошла в воскресенье 24 июля 1938 года, при этом погибли от 60 до 75 человек.

## Описание
В тот день на Марсовом поле в Санта-Ане проводился военный парад. В торжествах были задействованы 35 гражданских и военных самолётов, а программа включала выполнение фигур пилотажа. Среди участников был опытный пилот Сесар Абадиа (исп. César Abadía), имевший 2590 часов налёта и пилотировавший Hawk II F11C.
В 10:30 на праздник подъехал президент страны Альфонсо Лопес Пумарехо с большим числом министров и членов правительства, включая будущего президента Эдуардо Сантоса Монтехо. Всего в торжествах было задействовано около пяти тысяч военных, а на площади собрались двадцать тысяч человек.
Во время выполнения одного из трюков пилот Абадиа почувствовал, что его самолёт выходит из-под контроля и направляется к трибунам. Лишь в последний момент он успел изо всех сил потянуть штурвал и избежать прямого столкновения с трибуной, на которой сидели высокопоставленные гости. В 11:47 неуправляемый самолёт врезался крылом в лестницу трибуны, ранив при этом нескольких чиновников, пролетел 20 метров и врезался в толпу, после чего взорвался, а его обломки словно шрапнель полетели в людей.
Всего в катастрофе на месте погибли около 52 человек, включая самого пилота, а также гостей и военных, больше сотни были ранены. Позже в больницах от полученных ран погибли ещё несколько человек. Общее же число жертв в разных источниках разнится от 60 до 75. Президент и члены правительства не погибли, хотя и получили небольшие травмы от взрыва.

## Последствия
Происшествие получило широкий общественный резонанс. В результате президент страны Альфонсо Лопес Пумарехо подал в отставку, а его пост вскоре занял Эдуардо Сантоса Монтехо. Также после трагедии в Санта-Ане авиашоу в Колумбии были запрещены.